# Einstein (pierwiastek)
Einstein (Es, łac. einsteinium) – pierwiastek chemiczny, aktynowiec. Dawniej również w pisowni ajnsztajn. Nazwa pochodzi od nazwiska fizyka Alberta Einsteina. Pierwiastek odkrył Albert Ghiorso w 1952 roku w pozostałościach po wybuchu termojądrowym na Oceanie Spokojnym. Podczas wybuchu jądro 238U wychwytuje 15 neutronów, tworząc 253U, który po emisji 7 elektronów tworzy 253Es.

## Znane związki
W roku 2008 znane były następujące związki einsteinu:
- EsBr3 bromek einsteinu(III)
- EsCl2 chlorek einsteinu(II)
- EsCl3 chlorek einsteinu(III)
- EsF3 fluorek einsteinu(III)
- EsI2 jodek einsteinu(II)
- EsI3 jodek einsteinu(III)
- Es2O3 tlenek einsteinu(III)